# Protaphorura bicampata
Protaphorura bicampata är en urinsektsart som först beskrevs av Hermann Gisin 1956.  Protaphorura bicampata ingår i släktet Protaphorura, och familjen blekhoppstjärtar. Arten är reproducerande i Sverige.